# Ryszard Wolny

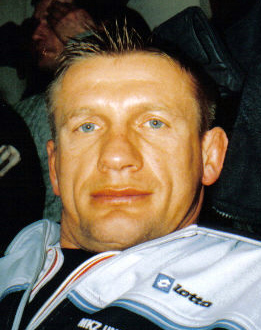
Ryszard Wolny

Ryszard Marcin Wolny (* 24. März 1969 in Racibórz, Schlesien) ist ein polnischer Ringer. Er wurde 1996 Olympiasieger im griechisch-römischen Stil im Leichtgewicht.

## Werdegang
Ryszard Wolny wuchs in seiner Heimatstadt Racibórz auf und absolvierte dort eine Technikerschule, die er 1990 als Mechaniker abschloss. Später besuchte er in Gorzów Wielkopolski eine Außenstelle der Sporthochschule Posen und machte dort eine Ausbildung zum Sportlehrer, Fachrichtung Ringen.
Mit dem Ringen begann er 1980 und wurde dazu Mitglied des Sportclubs MKZ Unia (Union) Racibórz. Diesem Verein gehörte er ununterbrochen bis zu seinem Karriereende im Jahre 2005 an. In Racibórz wurde er von Bogdan Merkiel und Aleksander Zajaczkowski trainiert. In der polnischen Nationalmannschaft kamen später noch Stanisław Krzesiński, Piotr Starczyński, Andrzej Supron und Ryszard Świerad als Trainer hinzu. Als Erwachsener startete er bei einer Größe von 1,70 Metern zunächst im Bantamgewicht, wuchs aber schnell in das Federgewicht und in das Leichtgewicht hinein. Ryszard Wolny ist auch in den deutschen Ringerkreisen sehr gut bekannt, weil er von 1990 bis 2005 beim KSV Germania Aalen, beim VfK Schifferstadt und bei KSK Konkordia Neuss in der deutschen Bundesliga rang und damit seinen Lebensunterhalt bestritt. Er rang nur im griechisch-römischen Stil.
Nachdem er im Jahre 1987 polnischer Juniorenmeister im Bantamgewicht geworden war, begann er in diesem Jahr bei der Junioren-Europameisterschaft (Juniors) in Katowice auch seine internationale Ringerkarriere. Er begann sie gleich mit einem Titelgewinn, denn er wurde mit einem Sieg im Finale über Petteri Meskanen aus Finnland Junioren-Europameister. Diesem Titel konnte er im Jahre 1988 in Wałbrzych den Junioren-Europameistertitel der Altersgruppe Espoirs (bis zum 20. Lebensjahr) hinzufügen. Wiederum im Bantamgewicht besiegte er dabei im Endkampf Kamu Ambarzumjan aus der UdSSR. 1989 ließ er diesen Titeln dann bei der Europameisterschaft in Oulu den Europameistertitel bei den Senioren im Federgewicht folgen. Im Finale bezwang er dabei den Ungarn Jozsef Szuromski. Anschließend erkämpfte er sich bei der Junioren-Weltmeisterschaft 1989 (Espoirs) in Budapest hinter Sawko Sawow, Bulgarien und Juan Luis Marén aus Kuba den 3. Platz. Er nahm 1989 auch noch an der Weltmeisterschaft der Senioren in Martigny/Schweiz teil. Er schied dort aber nach der 3. Runde aus, wobei seine genaue Platzierung, die nicht unter den besten 10 war, nirgends festgehalten ist (s. Fachzeitschrift Der Ringer, Nr. 9/89, Seite 4).
Zwei Bronzemedaillen erkämpfte sich Ryszard Wolny bei den internationalen Meisterschaften des Jahres 1990. Bei der Europameisterschaft in Posen belegte er hinter Gennadi Atmakin aus der UdSSR und Jenő Bódi aus Ungarn und bei der Weltmeisterschaft in Rom-Ostia hinter Mario Olivera aus Kuba und Gennadi Atmakin jeweils im Federgewicht jeweils den 3. Platz.
Danach konnte er bei den Welt- und Europameisterschaften bis 1994 keine Medaillen mehr erringen. Er erreichte zwar bei fünf internationalen Meisterschaften dieser Jahre viermal die Plätze 4 oder 5, schied aber immer vor dem Erreichen der Kämpfe um die Medaillen meist gegen Islam Dugutschijew aus Russland, Ghani Yalouz aus Frankreich oder Attila Repka aus Ungarn aus. 1995 wurde er dann in Besançon im Leichtgewicht Vize-Europameister. Den Finalkampf verlor er dabei gegen Ghani Yalouz. Bei der Weltmeisterschaft dieses Jahres in Prag landete er nach einer Halbfinalniederlage gegen Rustam Adschy aus der Ukraine (0:5-Punkte) und einer Niederlage im Kampf um die Bronzemedaille gegen Jannis Zamanduridis aus Deutschland (3:4-Punkte) wieder auf dem undankbaren 4. Platz.
Bei der Europameisterschaft 1996 in Budapest enttäuschte Ryszard Wolny, denn er kam dort nur auf den 12. Rang und verpasste damit die Qualifikationsnormen für die Olympischen Spiele in Atlanta. Er hatte aber Glück, denn er bekam für die Teilnahme an diesen Spielen vom internationalen Ringerverband Fila eine Wild Card. In Atlanta stellte er sich, wie die gesamte polnische Mannschaft in einer hervorragenden Form vor. Er besiegte dort Attila Repka (6:1-Punkte), Liubal Colas Oris, Kuba (6:0-Punkte), Grigori Pulyayev, Usbekistan (3:0-Punkte) und Ghani Yalouz (7:0-Punkte) und gewann damit mit einem Punkteverhältnis von 22:1 die olympische Goldmedaille. Außer ihm gewannen in Atlanta von seinen polnischen Mannschaftskameraden auch Włodzimierz Zawadzki und Andrzej Wroński Goldmedaillen im griechisch-römischen Stil.
In den folgenden Jahren konnte er dann nicht mehr an diese ganz großen Erfolge anknüpfen. Bei der Weltmeisterschaft 1997 in Wrocław schied er nach einer Niederlage gegen Rustam Adschy frühzeitig aus und kam nur auf den 10. Platz. Besser schnitt er bei der Weltmeisterschaft 1998 in Gävle ab, wo er den 6. Platz belegte. 1999 gewann er dann bei der Europameisterschaft in Sofia noch einmal eine Silbermedaille. Er besiegte dabei im Halbfinale Adam Juretzko aus Deutschland klar nach Punkten (7:0), um im Finale gegen Alexei Gluschkow aus Russland ebenso klar (0:9-Punkte) zu verlieren.
Bei den Olympischen Spielen 2000 in Sydney verlor er seinen ersten Kampf gegen Alexei Gluschkow nach Punkten und konnte danach trotz zweier Siege über Rustam Adschy und Uladsimir Kapytau aus Belarus nur mehr den 7. Platz erreichen. In den Jahren 2001 und 2002 nahm Ryszard Wolny an keinen internationalen Meisterschaften teil. 2003 wagte er aber ein Comeback. Er startete bei der Weltmeisterschaft in Créteil und kam dort mit Siegen über Mohammed Bargnaoui aus Tunesien und Mchitar Manukjan aus Kasachstan und einer Niederlage gegen Manuchar Kwirkwelia aus Georgien auf den 12. Platz. In zwei Turnieren gelang es ihm 2004, inzwischen schon 35 Jahre alt, sich zum vierten Mal für die Teilnahme an Olympischen Spielen zu qualifizieren. In Athen konnte er im Leichtgewicht gegen seine wesentlich jüngeren Konkurrenten nichts mehr ausrichten und unterlag gegen Fərid Mansurov aus Aserbaidschan und gegen Juan Luis Marén aus Kuba nach Punkten und belegte deshalb nur den 17. Platz.
Danach beendete er seine internationale und im Jahre 2005 auch seine nationale Ringerkarriere. In den Jahren 2006 und 2010 wurde er in den Stadtrat von Racibórz gewählt, wo er nach wie vor wohnt. Seit 2007 ist er auch Trainer der Ringer im griechisch-römischen Stil der polnischen Nationalmannschaft.

## Internationale Erfolge
| Jahr | Platz | Wettbewerb                                         | Gewichtskl.             | Ergebnis |
| 1987 | 1.    | Junioren-EM (Juniors) in Katowice                  | bis 57 kg Körpergewicht | vor Petterei Meskanen, Finnland und Dimitar Dontschew, Bulgarien |
| 1988 | 1.    | Junioren-EM (Espoirs) in Wałbrzych                 | Bantam                  | vor Kamo Ambarzumjan, UdSSR u. Imre Simita, Ungarn |
| 1989 | 6.    | Großer Preis von Deutschland in Bonn               | Feder                   | hinter Kamandar Madschydau, UdSSR, Hüseyin Demirtas, Türkei, Constantin Uță, Rumänien, Jozsef Szuromski, Ungarn u. Piotr Troczyński, Polen                                  |
| 1989 | 1.    | EM in Oulu                                         | Feder                   | vor Jozsef Szuromski, Ungarn, Gennadi Atmakin, UdSSR u. Hugo Dietsche, Schweiz                                                                                              |
| 1989 | 3.    | Junioren-WM (Espoirs) in Budapest                  | Feder                   | hinter Sawko Sawow, Bulgarien u. Juan Luis Marén, Kuba, vor Wardan Margarjan, UdSSR u. Mats Olsson, Schweden                                                                |
| 1989 | ?     | WM in Martigny/Schweiz                             | Feder                   | nicht unter den ersten zehn Ringern platziert |
| 1990 | 3.    | EM in Posen                                        | Feder                   | hinter Gennadi Atmakin u. Jenő Bódi, Ungarn, vor Nentscho Nentschew, Bulgarien u. Faouzi Mokkedem, Frankreich                                                               |
| 1990 | 3.    | WM in Rom-Ostia                                    | Feder                   | hinter Mario Olivera, Kuba u. Gennadi Atmakin, vor Anthony Lee, USA u. Juha Virtanen, Finnland                                                                              |
| 1991 | 17.   | WM in Warna                                        | Leicht                  | Sieger: Islam Dugutschijew, UdSSR vor Marthin Kornbakk, Schweden u. Stojan Dobrew, Bulgarien                                                                                |
| 1992 | 5.    | EM in Kopenhagen                                   | Leicht                  | hinter Ghani Yalouz, Frankreich, Attila Repka, Ungarn, Valeri Nikitin, Estland u. Petrică Cărare, Rumänien                                                                  |
| 1992 | 7.    | OS in Barcelona                                    | Leicht                  | nach Siegen über Takumi Mori, Japan u. Marthin Kornbakk, Schweden, Niederlagen gegen Cecilio Rodriguez, Kuba u. Islam Dugutschijew u. einem Sieg über Douglas Yeats, Kanada |
| 1993 | 3.    | Stanislaus-Pytlasinski-Turnier in Warschau         | Leicht                  | hinter Jannis Zamanduridis, Deutschland u. Roger Lundholm, Schweden |
| 1993 | 1.    | Intern. Turnier in Paris                           | Leicht                  | vor Kim Jung-il, Südkorea u. Jannis Zamanduridis |
| 1993 | 5.    | EM in Istanbul                                     | Leicht                  | hinter Islam Dugutschijew, Oleg Tokarjew, Moldawien, Kamandar Madschydau, Belarus u. Peter Bielesz, Slowakei                                                                |
| 1993 | 5.    | WM in Stockholm                                    | Leicht                  | hinter Islam Dugutschijew, Kamandar Madschydau, Ghani Yalouz u. Marthin Kornbakk                                                                                            |
| 1994 | 5.    | EM in Athen                                        | Leicht                  | hinter Attila Repka, Ungarn, Ghani Yalouz, Islam Dugutschijew u. Rustam Adschy, Ukraine                                                                                     |
| 1994 | 4.    | WM in Tampere                                      | Leicht                  | hinter Islam Dugutschijew, Ghani Yalouz u. Bisser Georgiew, Bulgarien |
| 1995 | 2.    | EM in Besançon                                     | Leicht                  | hinter Ghani Yalouz, vor Marko Yli-Hannuksela, Finnland, Anders Magnusson, Schweden u. Waghinak Galstjan, Armenien                                                          |
| 1995 | 2.    | Großer Preis von Deutschland in Koblenz            | Leicht                  | hinter Adam Juretzko, Deutschland, vor Jannis Zamanduridis u. Takumi Mori, Japan                                                                                            |
| 1995 | 4.    | WM in Prag                                         | Leicht                  | hinter Rustam Adschy, Attila Repka u. Jannis Zamanduridis, vor Tariel Melelaschwili, Georgien u. Valeri Nikitin                                                             |
| 1996 | 12.   | EM in Budapest                                     | Leicht                  | Sieger: Attila Repka vor Alexander Tretjakow, Russland u.Ghani Yalouz |
| 1996 | Gold  | OS in Atlanta                                      | Leicht                  | nach Siegen über Attila Repka, Liubal Colas Oris, Kuba, Grigori Pulyayev, Usbekistan u. Ghani Yalouz                                                                        |
| 1997 | 10.   | WM in Wrocław                                      | Leicht                  | nach Sieg über Grigori Pulyayev, Niederlage gegen Rustam Adschy, Sieg über Il Jong Kang, Nordkorea u. Niederlage gegen Ender Memet, Rumänien                                |
| 1998 | 8.    | EM in Minsk                                        | Leicht                  | nach Niederlage gegen Ender Memet, Siegen über Juri Markman, Israel u. Teemu Mäntylä, Finnland u. Niederlage gegen Iwajlo Michailow, Bulgarien                              |
| 1998 | 6.    | WM in Gaevle                                       | Leicht                  | nach Siegen über Peter Puls, Schweiz, Theodorus Voltsidis, Griechenland u. Niederlagen gegen Csaba Hirbik, Ungarn u. Song Sang-pil, Südkorea                                |
| 1999 | 2.    | EM in Sofia                                        | Leicht                  | nach Siegen über Mattias Schoberg, Schweden, Csaba Hirbik, Ari Härkänen, Finnland u. Adam Juretzko u. einer Niederlage gegen Alexei Gluschkow, Russland                     |
| 1999 | 20.   | WM in Athen                                        | Leicht                  | nach Sieg über Mattias Schoberg u. Niederlage gegen Alexander Tretjakow |
| 2000 | 14.   | Olympia-Qualifikations-Turnier in Faenza           | Leicht                  | Sieger: Adam Juretzko vor Juha Lappalainen, Finnland u. Ender Memet |
| 2000 | 1.    | Olympia-Qualifikations-Turnier in Clermont-Ferrand | Leicht                  | vor Adam Juretzko, Ender Memet u. Mohammad Babulfath, Schweden |
| 2000 | 10.   | Olympia-Qualifikations-Turnier in Taschkent        | Leicht                  | Sieger. Islam Dugutschijew, Aserbaidschan vor Mahmut Altay, Türkei, Ender Memet u. Adam Juretzko                                                                            |
| 2000 | 2.    | Olympia-Qualifikations-Turnier in Colorado Springs | Leicht                  | hinter Mohammad Babulfath, vor Njiya Saiyi, China und Jong Kon I, Nordkorea                                                                                                 |
| 2000 | 7.    | OS in Sydney                                       | Leicht                  | nach Niederlage gegen Alexei Gluschkow u. Siegen über Rustam Adschy u. Uladsimir Kapytau, Belarus                                                                           |
| 2003 | 12.   | WM in Créteil                                      | Leicht                  | nach Siegen über Mohamed Bargnaoui, Tunesien u. Mchitar Manukjan, Kasachstan u. einer Niederlage gegen Manuchar Kwirkwelia, Georgien                                        |
| 2004 | 25.   | Olympia-Qualifikations-Turnier in Novi Sad         | Leicht                  | Sieger: Nikolaj Gergow, Bulgarien vor Parviz Zaidvand, Iran u. Ambako Watschadse, Russland                                                                                  |
| 2004 | 4.    | Olympia-Qualifikations-Turnier in Taschkent        | Leicht                  | hinter Juan Luis Marén, Moises Sanchez Parra, Spanien u. Kanatbek Begalijew, Kirgisistan                                                                                    |
| 2004 | 17.   | OS in Athen                                        | Leicht                  | nach Niederlagen gegen Fərid Mansurov, Aserbaidschan u Juan Luis Marén |

## Polnische Meisterschaften
Ryszard Wolny gewann insgesamt zehnmal den polnischen Meistertitel (Bantam-, Feder- u. Leichtgewicht).

## Erläuterungen
- alle Wettbewerbe im griechisch-römischen Stil
- OS = Olympische Spiele, WM = Weltmeisterschaft, EM = Europameisterschaft
- Bantamgewicht, bis 1996 bis 58 kg, Federgewicht, bis 1996 bis 62 kg, Leichtgewicht, bis 1996 bis 68 kg, von 1997 bis 2001 bis 69 kg und seit 2002 bis 66 kg Körpergewicht